# Château de Hauterives (Drôme)
Pour les articles homonymes, voir Château d'Hauterives.
Le château de Hauterives est un château situé à Hauterives dans le département de la Drôme, en région Auvergne-Rhône-Alpes.

## Histoire
Le village de Hauterives était dominé par un château fort qui s’écroula vers 1650. C'est durant cette même période que fut construit le château actuel, sutué sur la  rive gauche de la Galaure et dont le parc abrite un cèdre du Liban tricentenaire qui s’élève à 35 mètres de haut,.
Au printemps 2024, le château a failli s'effondrer et des poutres ont été installées pour maintenir les murs extérieurs.

## Situation et description
Le château est situé au bord la Galaure, près du village de Hauterives, connu pour abriter le Palais Idéal du facteur Cheval, dans la région naturelle de la Drôme des collines.
Devenue propriété de la commune, le château accueille des expositions temporaires dans des salles ornées de boiseries datant du XVIIe siècle et des moulures en stuc du XVIIIe siècle.